# Ogólnopolski Festiwal Sztuki Reżyserskiej „Interpretacje”
Ogólnopolski Festiwal Sztuki Reżyserskiej „Interpretacje” – festiwal sztuki reżyserskiej organizowany od 1998 w Katowicach.
Pomysłodawcą Festiwalu był Jacek Sieradzki, a jego pierwszym dyrektorem artystycznym został Kazimierz Kutz. 
Ideą Festiwalu jest prezentacja twórczości najmłodszego pokolenia polskich reżyserek i reżyserów teatralnych, tych których debiut reżyserski miał miejsce nie później niż 10 lat wstecz. 
Festiwal ma na celu promocję dokonań młodych twórców, zapoznanie z ich przedstawieniami publiczności i dyrektorów przedstawień teatralnych i telewizyjnych.
Główną nagrodą przyznawaną na Festiwalu jest „Laur Konrada” – statuetka wykonana przez rzeźbiarza Zygmunta Brachmańskiego. Nagrodę tę otrzymuje ten reżyser spektaklu prezentowanego w konkursie głównym, który otrzyma przynajmniej 3 głosy od pięcioosobowego jury. W ramach Festiwalu odbywa się też konkurs spektakli telewizyjnych, konkurs słuchowisk radiowych oraz konkurs o Nagrodę Publiczności.
W programie znajdują się również wydarzenia towarzyszące dedykowane sztuce reżyserii i nowemu językowi teatru.
Organizatorem Festiwalu jest Katowice Miasto Ogrodów – Instytucja Kultury im. Krystyny Bochenek, a jego Dyrektorem organizacyjnym Piotr Zaczkowski (od 2016 roku).
Dyrektorami artystycznymi Festiwalu byli: Kazimierz Kutz (1998-2002, 2007-2008), Jacek Sieradzki (2003-2006, 2009-2013), Katarzyna Janowska (2014-2016) oraz Ingmar Villqist (2017-2022). Od 2023 roku w przygotowaniu programu Festiwalu bierze udział specjalnie do tego celu powołana trzyosobowa komisja doradcza. W pracach nad XXIII edycją Festiwalu komisja doradcza działa w składzie: Dorota Buchwald, Katarzyna Niedurny oraz Michał Centkowski.
Od 2018 roku Festiwal odbywa się w formule biennale.  
Lista laureatek i laureatów Nagrody Głównej „Laur Konrada”: 
- 1998 – Anna Augustynowicz za reżyserię przedstawienia "Moja Wątroba Jest Bez Sensu Albo Zagłada Ludu" Wernera Schwaba w Teatrze Współczesnym w Szczecinie.
- 1999 – Grzegorz Jarzyna za dwie inscenizacje tekstów Witolda Gombrowicza: "Iwony, księżniczki Burgunda" w Starym Teatrze w Krakowie i "Historii" w Teatrze Telewizji.
- 2000 – Nagroda Główna nie została przyznana.
- 2001 – Remigiusz Brzyk za reżyserię przedstawienia "Czarownice z Salem" Arthura Millera w Teatrze im. Jaracza w Łodzi.
- 2002 – Wojciech Smarzowski za reżyserię spektaklu "Kuracja" Jacka Głębskiego w Teatrze Telewizji.
- 2003 – Krzysztof Warlikowski za reżyserię spektaklu "Oczyszczeni" Sarah Kane w Teatrze Rozmaitości w Warszawie/Teatrze Współczesnym we Wrocławiu.
- 2004 – Festiwal nie odbył się.
- 2005 – Przemysław Wojcieszek za reżyserię autorskiego przedstawienia "Made in Poland" w Teatrze im. Modrzejewskiej w Legnicy.
- 2006 – Maja Kleczewska za reżyserię spektaklu "Woyzeck" Georga Büchnera w Teatrze im. Bogusławskiego w Kaliszu.
- 2007 – Mariusz Grzegorzek za reżyserię spektaklu "Blask życia Rebeki Gilman" w Teatrze im. Jaracza w Łodzi.
- 2008 – Iwona Kempa za reżyserię spektaklu "Pakujemy manatki" Hanocha Levina w Teatrze im. Horzycy w Toruniu.
- 2009 – Jan Klata za reżyserię spektaklu "Sprawa Dantona" Stanisławy Przybyszewskiej w Teatrze Polskim we Wrocławiu.
- 2010 – Nagroda Główna nie została przyznana.
- 2011 – Radosław Rychcik za reżyserię spektaklu "Łysek z pokładu Idy" Gustawa Morcinka w Teatrze Dramatycznym im. Szaniawskiego w Wałbrzychu.
- 2012 – Marcin Liber za reżyserię spektaklu "III Furie" Sylwii Chutnik, Magdy Fertacz i Małgorzaty Sikorskiej-Miszczuk w Teatrze im. Modrzejewskiej w Legnicy.
- 2013 – Monika Strzępka za reżyserię spektaklu "W imię Jakuba S." Pawła Demirskiego w Teatrze Dramatycznym w Warszawie.
- 2014 – Remigiusz Brzyk za reżyserię spektaklu "Koń, kobieta i kanarek" Tomasza Śpiewaka w Teatrze Zagłębia w Sosnowcu.
- 2015 – Maja Kleczewska za reżyserię spektaklu "Dybuk" wg dramatu Szymona An-skiego w Teatrze Żydowskim w Warszawie.
- 2016 – Jan Opryński za reżyserię spektaklu "Punkt Zero: Łaskawe" w Teatrze Provisorium w Lublinie.
- 2017 – Festiwal nie odbył się.
- 2018 – Daria Kopiec za reżyserię spektaklu "Zakonnice odchodzą po cichu" w Teatrze im. J. Kochanowskiego w Opolu.
- 2020 – Katarzyna Szyngiera za reżyserię spektaklu "Lwów nie oddamy" w Teatrze im. Wandy Siemaszkowej w Rzeszowie.
- 2022 – Jakub Skrzywanek za reżyserię spektaklu "Śmierć Jana Pawła II" w Teatrze Polskim w Poznaniu.
- 2024 – Wojtek Rodak z reżyserię spektaklu "Dzieje grzechu" w Narodowym Starym Teatrze w Krakowie (w koprodukcji z Teatrem Małym w Tychach)[6]

XXII edycja Ogólnopolskiego Festiwalu Sztuki Reżyserskiej INTERPRETACJE odbyła się w dniach 18-24 listopada 2024 roku. 